# G1C
G1C fue un prototipo de traje espacial a presión completa fabricado por la empresa David Clark para las misiones del programa Gemini. Fue el traje precedente a los trajes G2C, G3C, G4C y G5C, este último usado en la misión Gemini 7, de casi 14 días de duración.
El prototipo utilizaba guantes, viseras y equipamiento fabricados por Goodrich